# Framerville-Rainecourt
Framerville-Rainecourt är en kommun i departementet Somme i regionen Hauts-de-France i norra Frankrike. Kommunen ligger i kantonen Chaulnes som tillhör arrondissementet Péronne. År 2022 hade Framerville-Rainecourt 447 invånare.

## Befolkningsutveckling
Antalet invånare i kommunen Framerville-Rainecourt
| Referens: INSEE |